# Instrumentacja
Instrumentacja (też orkiestracja) – pojęcie używane w muzyce, zwłaszcza w kompozycji; ma wiele znaczeń:
- dyscyplina naukowa, wyjaśniająca możliwości techniczne i wyrazowe poszczególnych instrumentów oraz zasady ich współdziałania.

- jeden z elementów utworu muzycznego, polegający na doborze i określonym sposobie użycia instrumentów przewidzianych do realizacji utworu. W tym znaczeniu instrumentacja to umiejętność rozpisania muzyki na poszczególne instrumenty orkiestry. Polega na świadomym tworzeniu i wyzyskaniu kolorytu orkiestrowego, planowaniu i łączeniu brzmień instrumentów, modelowaniu artykulacji, dynamiki i efektów muzycznych. W instrumentacji (w przeciwieństwie do aranżacji) należy trzymać się ściśle pierwotnego charakteru kompozycji. Praktyczną podstawą instrumentacji jest znajomość technologii brzmienia orkiestry. Elementy technologiczne obejmują dobór instrumentów i łączenie ich w grupy (smyczki, instrumenty dęte drewniane, blaszane, perkusja), liczbę instrumentów oraz sposób ich użycia (różne rodzaje artykulacji, rejestrów). Brzmienie orkiestry jako całości uzależnione jest nie tylko od dyspozycji elementów technologicznych, lecz także od innych elementów dzieła muzycznego, jak rytmika, agogika, melodyka, harmonika, faktura. Stąd wyróżnia się 2 podstawowe typy brzmienia zespołu instrumentów: homogeniczny, czyli zwarty, jednolity, oraz poligeniczny, czyli złożony. Wielkimi mistrzami instrumentacji byli m.in.: Hector Berlioz, Maurice Ravel, Nikołaj Rimski-Korsakow i Igor Strawinski.

- sporządzenie partytury. W odróżnieniu od aranżacji, instrumentacja nie wprowadza zmian środków muzycznych, natomiast zmienia środki wykonawcze i niektóre cechy fakturalne[1]:

Znamy zepewne z historii cykl miniatur fortepianowych Obrazki z wystawy Modesta Musorgskiego, genialne zinstrumentowanych przez Maurice'a Ravela, który przełożył fakturę fortepianową na symfoniczną. To przykład instrumentacji, nie aranżacji. Zmiana faktury i aparatu wykonawczego nie pociągnęły za sobą żadnej zmiany w materiale muzycznym - linie melodyczne, harmonia, rytmika, forma utworu i tym podobne elementy nie uległy przeksztalceniom. Transformacji dokonano tylko w aparacie wykonawczym.